# Джек Антонофф
Джек Майкл Антонофф (нар. 31 березня 1984) — американський співак, мультиінструменталіст, автор пісень і продюсер. Джек Антонофф — вокаліст рок-гурту Bleachers, а також гітарист і барабанщик попрок-гурту Fun. Раніше він був вокалістом інді-рок-гурту Steel Train. Окрім роботи з Bleachers and Fun, Джек Антонофф працював автором пісень і продюсером із різними виконавцями, зокрема з Тейлор Свіфт, The 1975, Lorde, Енні Кларк, Florence and the Machine, Ланою Дель Рей, Fifth Harmony, Kevin Abstract, Карлі Рей Джепсен, The Chicks, Теган і Сара та Клеро. Джеку Антоноффу часто приписують значний вплив на звучання сучасної популярної музики з середини 2010-х років.
Джек Антонофф був номінований на премію «Золотий глобус» і виграв вісім премій «Греммі», у тому числі «Греммі» у 2022 та 2023 роках як «Продюсер року». Він також отримав нагороду «Греммі» за роботу з Fun, за продюсування альбомів Тейлор Свіфт «1989» і «Folklore», а також за продюсування альбому St. Vincent's «Daddy's Homeі» за співавторство заголовної пісні для St. Vincent's Masseduction.

## Раннє життя
Джек Антонофф народився 31 березня 1984 року в Бергенфілді, Нью-Джерсі. Він другий із трьох дітей Шіри (Волла) та Ріка Антоноффа. Він є молодшим братом модельєра Рейчел Антоноффа. Його молодша сестра Сара померла від раку мозку у віці 13 років, коли Джек Антонофф був у старшому класі середньої школи. Ця подія справила глибокий вплив на Антоноффа, який сказав: «…усю свою кар'єру я переосмислюю під іншим кутом зору».
Джек Антонофф за національністю є євреєм. Він виріс у Нью-Мілфорді, штат Нью-Джерсі, та Вудкліфф-Лейк, штат Нью-Джерсі, і відвідував початкову школу в денній школі Соломона Шехтера округу Берген. У середню школу він і його сестра їздили на Мангеттен, щоб відвідувати професійну дитячу школу.
Під час навчання у другому курсі середньої школи, у листопаді 1998 року, він разом із кількома друзями з початкової школи створив панк-рок-гурт під назвою Outline. У січні 2000 року вони випустили однойменний міні-альбом на Lifetime Records, звукозаписному лейблі свого друга. Джек Антонофф спочатку співав у групі до початку 2000 року, після того Едді Райт став основним вокалістом. З доєднанням Райта вони записали шість пісень, які пізніше були випущені влітку як «6 Song Demo». Вони випустили альбом «A Boy Can Dream» у липні 2001 року на Triple Crown Records. Коли їм було 15 років, Джек Антонофф і його колега по гурту Outline використовували путівник DIY для книжкових шоу в багатьох штатах, включаючи Флориду та Техас, і позичали мікроавтобус батьків Антоноффа, щоб подорожувати. Під час туру Outline вони грали в таких місцях, як анархічні книжкові магазини, а найстарший учасник гурту керував автомобілем, тому що йому було 18 років. У 2014 році Антонофф пояснив: «У половині випадків ніхто не з'являвся, або обладнання було занадто поганим, щоб грати…але тоді я закохався в гастролі». Група проіснувала до 2002 року.

## Музична кар'єра

### Steel Train
У 2002 році Антонофф і його друг Скотт Ірбі-Ранніар створили гурт Steel Train — Антонофф був головним вокалістом, і вони залучили барабанщика Матіаса Грубера. Тоді група переконала двох своїх друзів з групи Random Task, Евана Вінікера та Метью Голдмана, кинути коледж, щоб приєднатися до нового гурту. Steel Train уклали угоду про запис із Drive-Thru Records. Група була популярна на фестивалях Jamband, і Джек Антонофф сказав, що він застосував цей народний менталітет у своїх майбутніх проектах.

### Fun
У 2008 році Нейт Рюсс (колишній фронтмен Format) попрохав Антоноффа приєднатися до нього та Ендрю Доста (колишній Anathallo) до нового гурту, який мав навзу Fun. Джек Антонофф уже був добре знайомий з Рюссом і Достом, оскільки їхні колишні групи гастролювали разом. Новий гурт випустив свій дебютний альбом „Aim and Ignite“ у 2009 році. Другий альбом Fun, „Some Nights“ (2012), створив перший хіт гурту номер один, „We Are Young“ (за участю Джанель Моне). Пісня була написана Джеком Антоноффом разом з Рюссом, Достом і Джеффом Бхаскером. Гурт Fun згодом грали з учасниками гурту Queen у вересні 2013 року на музичному фестивалі iHeartRadio, який проходив у MGM Grand Garden Arena у Лас-Вегасі, штат Невада. Джек Антонофф грав на гітарі Брайана Мея під час репетиції, яку він назвав „найбільш сюрреалістичним досвідом“. У грудні 2013 року гурт випустив безкоштовний EP із шести пісень під назвою „Before Shane Went to Bangkok: Fun. Live in the USA“.

### Bleachers

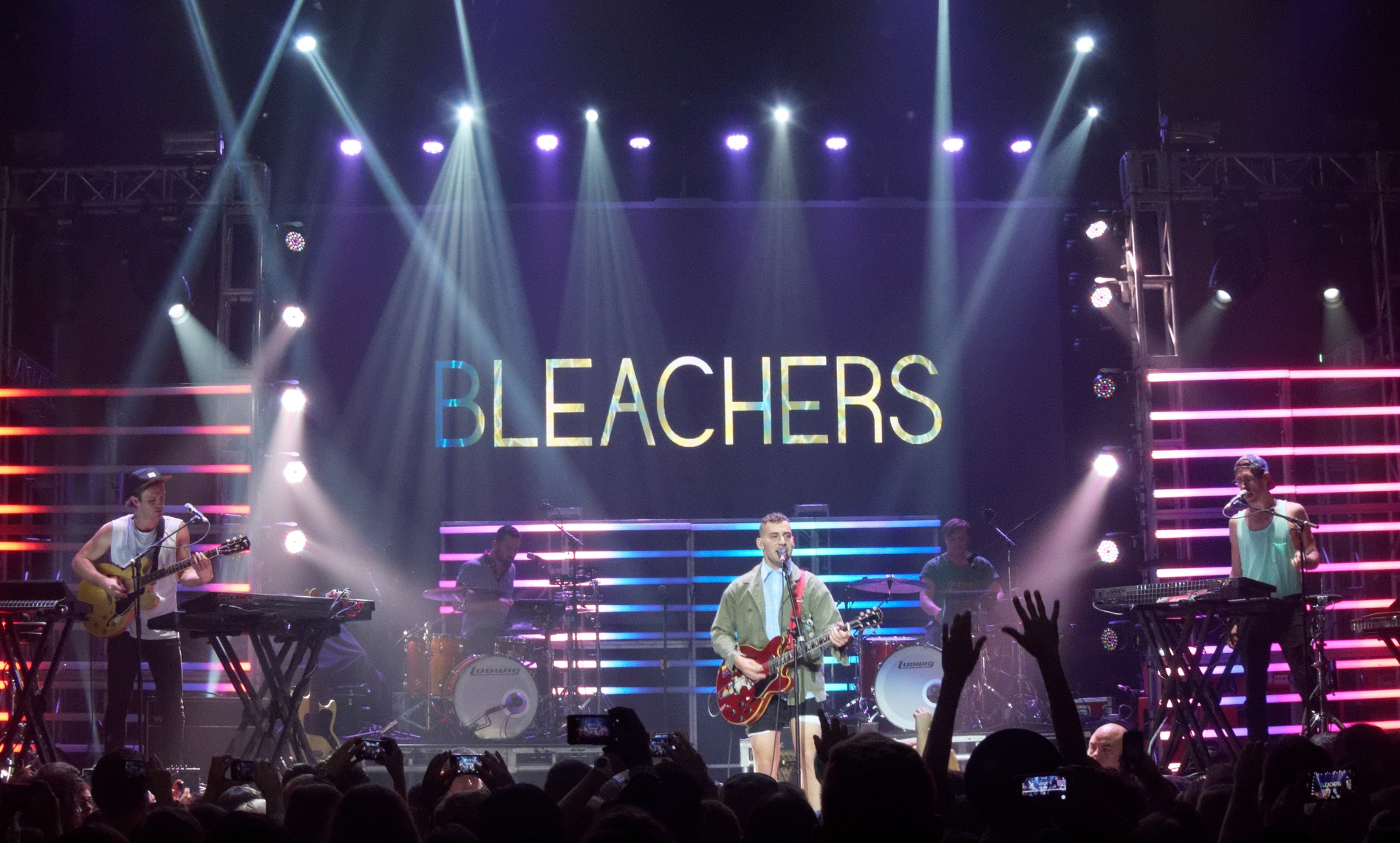
Джек Антонофф у гурті Bleachers у 2014 році

У лютому 2014 року Джек Антонофф оголосив про сольний проект під назвою Bleachers. У червні 2014 року Джек Антонофф заявив, що проект розглядався близько 10 років, а назва була натхненна „відключеною, темною стороною“ приміської молоді та фільмів Джона Г'юза, які „були пов'язані з часом, коли великі пісні були чудовими“. пісні». Пісні для дебютного альбому Bleachers були здебільшого написані на портативному комп'ютері Антонова в готельних номерах під час веселощів. світове турне.
Huffington Post опублікував позитивну рецензію на перший сингл Bleachers, «I Wanna Get Better», який вийшов 18 лютого, назвавши його «найзахоплюючою піснею 2014 року», тоді як Time проголосив: «[Bleachers] веселіше, ніж Fun». Джек Антонофф розкрив намір дебютного синглу в інтерв'ю Rolling Stone:
Я хотів подолати розрив між Disclosure і Arcade Fire - щось одночасно впорядковане і органічне...Продюсування і написання пісень надзвичайно перевершені, надзвичайно епічні і безкомпромісні. Цей альбом про пошук світу, в якому ви можете бути добрими до себе.
Джек Антонофф пояснив Rolling Stone, що хоча пісня може звучати радісно, «вона дуже відчайдушна» і як і багато інших пісень на альбомі, присвячена втраті. Антонофф працював із продюсерами Джоном Хіллом і Вінсом Кларком над студійним альбомом Bleachers, оскільки він прагнув створити «великі, красиві поп-пісні, які звучать до біса круто». Завершений альбом «Strange Desire» був випущений у липні 2014 року, і того ж тижня «I Wanna Get Better» посів перше місце в альтернативних чартах США. Стосовно Strange Desire Антонофф сказав:
Це не обов'язково має бути щось одне...Не обов'язково робити великі поп-пісні, які звучать тупо, і не обов'язково робити ці "довбані" вибачливі, втомлені занудні пісні, які звучать неймовірно. Я дуже хотів, щоб відбулося і те, і інше.
Пісню «I Wanna Get Better» зрештою назвали 18 у рейтингу 50 найкращих пісень 2014 року за версією журналу Rolling Stone, а видання описало пісню як «терапевтичний рок», який «так само веселий, як і катарсис». Джек Антонофф випустив другий альбом Bleachers «Gone Now» 2 червня 2017 року. Його головний сингл «Don't Take the Money» посів 2 місце на Альтернативному радіо. У 2021 році він випустив «Take The Sadness Out Of Saturday Night».

### Тейлор Свіфт
У 2013 році Джек Антонофф написав і зпродюсував пісню «Sweeter than Fiction» з американською співачкою і авторкою пісень Тейлор Свіфт для фільму «Один шанс» . Пісня була написана в квартирі Джека Антоноффа в Нью-Йорку після того, як він і Свіфт полюбили певний звук малого барабана з пісні «Fine Young Cannibals». Перш ніж почати процес написання пісні, вони обмірковували свої ідеї електронною поштою.
Тейлор Свіфт і Джек Антонофф разом написали та продюсували три пісні на п'ятому студійному альбомі Свіфт «1989», включаючи сингли «Out of the Woods», «I Wish You Would» і бонус-трек «You Are in Love». Альбом «1989» вийшов у жовтні 2014 року і став найбільш продаваним альбомом у США того року. У розкішній версії альбому, Тейлор Свіфт пояснює в голосовому нагадуванні, що пісня «I Wish You Would» походить з гітарного треку, який Джек Антонофф записав на своєму смартфоні. Після того, як Свіфт вперше почула його, вона запитала Антоноффа, чи може вона розвинути цю ідею далі, і врешті він став треком для альбому. Альбом приніс Джеку Антоноффу премію «Греммі» у номінації альбом року в 2016 році.

У 2016 році Тейлор Свіфт, Джек Антонофф і Сем Дью написали пісню Тейлор Свіфт і Зейну «I Don't Wanna Live Forever» за продюсерства Антоноффа для фільму «На п'ятдесят відтінків темніше». Трек з'являється в «П'ятдесят відтінків темніше: оригінальний саундтрек до фільму». Дует також написав і продюсував сингл номер один «Look What You Made Me Do», який був випущений 25 серпня 2017 року. Антонофф був ключовим учасником шостого студійного альбому Свіфт «Reputation». Окрім «Look What You Made Me Do», Свіфт і Антонофф також написали та продюсували п'ять інших пісень до альбому Reputation — «Gaway Car», «Dress», «This Is Why We Can't Have Nice Things», «Call It What You Want» і «New Year's Day».
Тейлор - перша людина, яка дозволила мені продюсувати пісню. До Тейлор всі казали: "Ти не продюсер". Лише Тейлор Свіфт сказала: "Мені подобається, як це звучить".— The New York Times
У 2019 році Тейлор Свіфт і Джек Антонофф разом написали вісім пісень і продюсували одинадцять треків для сьомого студійного альбому Свіфт «Lover», включаючи рекламний сингл «The Archer» і заголовний трек, який став третім синглом альбому.
У 2020 році Свіфт і Антонофф разом працювали над восьмим студійним альбомом Свіфт Folklore. Разом з Аароном Десснером і Тейлор Свіфт, Джек Антонофф є одним із авторів пісень і продюсерів альбому, причому Антонофф допоміг спродюсувати шість пісень і написав чотири, включаючи третій сингл «Betty». Джек Антонофф продовжував співпрацювати з Тейлор Свіфт над платівкою «Folklore», а також над дев'ятим студійним альбомом Свіфт Evermore, в якому він став співавтором треків «Gold Rush» і «Ivy» і був співпродюсером першого.
Джек Антонофф продовжив роботу над перезаписами Свіфт. У 2021 році дует випустив чотири треки на Fearless (Taylor's Version): «Mr. Perfectly Fine», «That's When», «Don't You» і «Bye Bye Baby». Свіфт і Антонофф також спільно продюсували три треки на Red (Taylor's Version): «Babe (Taylor's Version)», «Forever Winter» і « All Too Well (10 Minute Version)».
Джек Антонофф став співпродюсером альбому Свіфт 2022 року Midnights і написав одинадцять із тринадцяти треків. Він знявся у кліпі на дев'ятий трек «Bejeweled».

### Lorde
У 2017 році Джек Антонофф став співавтором сценарію та продюсером мелодрами Lorde, яка вийшла на екрани в червні. USAToday назвав його «найкращим поп-альбомом 2017 року». Rolling Stone хвалить постановку Антоноффа, зазначаючи, що він використовує «порожній простір для вражаючого ефекту, оскільки аранжування змінюється від абсолютної ясності до марення». На підтримку альбому Antonoff знявся у кліпі на головний сингл «Green Light». Потім він виконав пісню «Liability» разом із Lorde у Saturday Night Live. Альбом також отримав номінацію на премію «Греммі» 2018 року як «Альбом року». Починаючи з 2018 до 2021 року, Джек Антонофф був співавтором, продюсером і виконавцем третього альбому Lorde «Solar Power».

### З любов'ю, Саймон
У 2018 році Джек Антонофф продюсував саундтрек до романтичної комедійної драми 20th Century Fox «З любов'ю, Саймон». Гурт Bleachers також написали чотири пісні. Під час роботи над новаторським фільмом, першим великим студійним фільмом, присвяченим підлітку-гею, Антонофф сказав: «Я вважаю, що »З любов'ю, Саймон", є ключовим, важливим кроком для нового покоління", і додав, що для нього «велика честь», що «геній», режисер Грег Берланті попросив його попрацювати над саундтреком. Він також сказав, що йому "дуже пощастило бути частиною фільму «З любов'ю, Саймон» і «любив кожну мить створення цього саундтреку». Після того, як заявив, що був «надзвичайно вражений» реакцією на фільм і саундтрек.

### Red Hearse
26 червня 2019 року Джек Антонофф представив новий музичний проєкт із Семом Дью та Sounwave під назвою «Red Hearse». Проєкт був роздразнений випуском двох синглів «Red Hearse» і «Honey». 22 липня 2019 року Red Hearse дебютували на телебаченні в The Tonight Show Starring Jimmy Fallon, виконавши «Half Love». Їхній дебютний однойменний студійний альбом був випущений 16 серпня 2019 року на RCA Records.

### Лана Дель Рей
Джек Антонофф став співпродюсером шостого студійного альбому Лани Дель Рей «Norman Fucking Rockwell!», який був випущений 30 серпня 2019 року. Він також став співавтором більшості пісень на альбомі, включаючи сингли «Mariners Apartment Complex» і «Venice Bitch». Альбом отримав похвалу критиків, а Ріан Дейлі з NME відзначила, що «богемне фолкове» звучання запису було відхиленням від «бренду кристалічної ейфорії» Антоноффа. Інші критики відзначили психоделічний рок альбому, натхненний 60-ми роками. Альбом був номінований на «Альбом року Греммі» та виграв «Альбом року» NME у 2020 році. Джек Антонофф також продюсував наступні альбоми Лани Дель Рей «Chemtrails Over the Country Club» у 2021 році та «Did You Know That There's a Tunnel Under Ocean Blvd» у 2023 році, останній включав дует «Margaret», який Лана Дель Рей написала про наречену Джека Антоноффа.

### Shadow of the City
У 2015 році Джек Антонофф заснував власний музичний фестиваль «Shadow of the City». Фестиваль проходить щорічно на літній сцені The Stone Pony в Asbury Park, Нью-Джерсі. Shadow of the City — це одноденний фестиваль із лише однією сценою, що відрізняє його від інших музичних фестивалів. Гроші з кожного проданого квитка передаються організації The Ally Coalition, заснованій Джеком Антоноффом і його сестрою Рейчел. У 2018 році у фестиваль увійшли Джек Антонофф і його група Bleachers, Гейлі Кійоко, Джулієн Бейкер, Turnover, Beach Slang, Clams Casino та Ex Reyes. Серед інших колишніх виконавців — Charli XCX, the 1975, Khalid, Carly Rae Jepsen, Bishop Briggs, BØRNS та інші. Окрім музичних виступів, фестиваль проводить турніри з танків і Mario Kart на користь коаліції Союзників.

### Інші проєкти

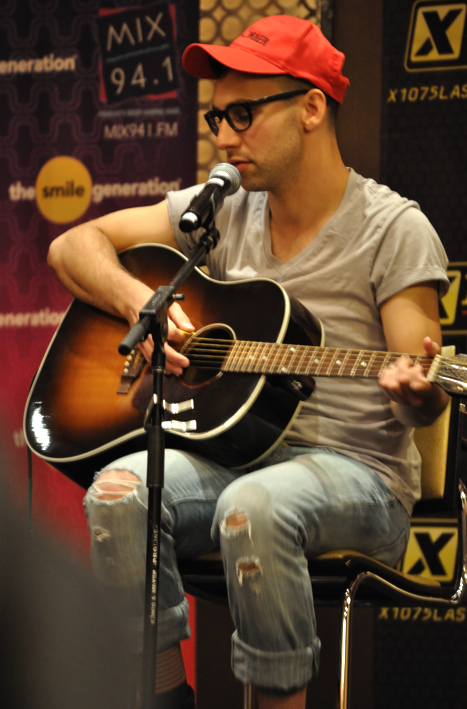
Джек Антонофф у 2012 році

Джек Антонофф написав пісню «Brave» у 2013 році разом із Сарою Барей після того, як їх познайомила Сара Квін з гурту Tegan and Sara. Барейлс сказав Billboard: «Одного дня ми зустрілися за сніданком, і я був просто закоханий у нього та його особистість…Перший день, коли ми сіли разом, був днем, коли ми написали «Brave». Джек Антонофф написав пісню про боротьбу друга відкрито говорити про свою сексуальність». Швидко написана пісня була випущена 23 квітня, і до кінця червня «Brave» було продано 160 000 цифрових копій і досягло 61 місця в чарті Billboard Hot 100. Кліп на пісню переглянули 1.1 мільйон разів на YouTube протягом місяця після випуску в травні 2013 року, а на початок 2015 року отримав майже 39 мільйонів переглядів. Пісня «Brave» використовувалася Microsoft для реклами свого планшетного пристрою на Windows.
У 2015 році він створив документальний серіал Google Play під назвою Thank You and Sorry, який об'єднав сценарні сцени та кадри з шоу Bleachers. Він був випущений у шести 15-хвилинних епізодах і включав епізодичні ролі Ліни Данхем, Розі Перес, Олівії Уайлд, Коліна Квінна та Джейсона Манцукаса. Також у 2015 році Джек Антонофф зіграв образ Крихітки Гої в комедійному фільмі «Привіт, мене звуть Доріс».
У 2017 році він також брав участь у створенні сьомого студійного альбому Pink, Beautiful Trauma, і продюсував п'ятий студійний альбом St. Vincent Masseduction.
На початку 2019 року він займався продюсуванням сольного альбому фронтмена Brockhampton Кевіна Абстракта Arizona Baby.
Джек Антонофф знявся в ролі самого себе у фільмі «The Sparks Brothers» режисера Едгара Райта 2021 року, розповідаючи про своє захоплення групою Sparks. Того ж року він взяв участь у шостому студійному альбомі St. Vincent Daddy's Home і другому альбомі Clairo, Sling. Він продюсував вісім треків із альбому Florence та п'ятого студійного альбому Machine, «Dance Fever», який вийшов у 2022 році. Його заслуги в альбомі включають сингли «King» і «Free».
У 2022 році Джек Антонофф продовжив співпрацю з англійським альтернативним гуртом the 1975 для спільного продюсування їхнього п'ятого студійного альбому «Being Funny in a Foreign Language».

## Відзнаки
Антонофф отримав вісім премій «Греммі» і був номінований на одну премію «Золотий глобус».

### Нагороди Golden Globe Awards
Премія «Золотий глобус» щорічно присуджується Асоціацією іноземної преси Голлівуду, щоб відзначити найкращих у кіно та на телебаченні. Джека Антоноффа було номінован один раз.
| Рік  | Номіновано             | Нагорода           | Результат |
| ---- | ---------------------- | ------------------ | --------- |
| 2014 | «Sweeter than Fiction» | Best Original Song | Номінація |

### Нагороди Gracie Awards
| Рік  | Номіновано                              | Нагорода                           | Результат |
| ---- | --------------------------------------- | ---------------------------------- | --------- |
| 2021 | Folklore: The Long Pond Studio Sessions | Grand Award for Special or Variety | Перемога  |

### Нагороди Grammy Awards
Премія «Греммі» присуджується щорічно Національною академією мистецтв і наук звукозапису США. Джек Антонофф отримав вісім Греммі з двадцяти номінацій, у тому числі «Некласичний продюсер року» у 2022 та 2023 роках.
| Рік                      | Номіновано                       | Нагорода                                        | Результат |
| ------------------------ | -------------------------------- | ----------------------------------------------- | --------- |
| 55th Grammy Awards\|2013 | Fun                              | Найкращий новий гурт                            | Перемога  |
| 55th Grammy Awards\|2013 | «We Are Young»                   | Запис року                                      | Номінація |
| 55th Grammy Awards\|2013 | «We Are Young»                   | Пісня року                                      | Перемога  |
| 55th Grammy Awards\|2013 | «We Are Young»                   | Найкращий естрадний дует/гурт                   | Номінація |
| 55th Grammy Awards\|2013 | Some Nights (album)\|Some Nights | Найкращий вокальний поп-альбом                  | Номінація |
| 55th Grammy Awards\|2013 | Some Nights (album)\|Some Nights | Grammy Award for Album of the Year\|Альбом року | Номінація |
| 2016                     | 1989                             | Grammy Award for Album of the Year\|Альбом року | Перемога  |
| 60th Grammy Awards\|2018 | Melodrama                        | Grammy Award for Album of the Year\|Альбом року | Номінація |
| 60th Grammy Awards\|2018 | «I Don't Wanna Live Forever»     | Найкраща пісня, написана для візуальних медіа   | Номінація |
| 2019                     | Masseduction                     | Найкращий альтернативний альбом                 | Номінація |
| 2019                     | «Masseduction»                   | Найкраща рок-пісня                              | Перемога  |
| 2020                     | Norman Fucking Rockwell!         | Альбом року                                     | Номінація |
| 2020                     | «Norman Fucking Rockwell»        | Пісня року                                      | Номінація |
| 2020                     | Самостійно                       | Некласичний продюсер року                       | Номінація |
| 2021                     | Folklore                         | Альбом року                                     | Перемога  |
| 2021                     | Самостійно                       | Некласичний продюсер року                       | Номінація |
| 2022                     | Evermore                         | Альбом року                                     | Номінація |
| 2022                     | Daddy's Home                     | Найкращий альтернативний альбом                 | Перемога  |
| 2022                     | Самостійно                       | Некласичний продюсер року                       | Перемога  |
| 2023                     | Самостійно                       | Некласичний продюсер року                       | Перемога  |

### Нагороди Satellite Awards
Satellite Awards — це щорічна премія, яку вручає Міжнародна академія преси і яка широко відзначається в журналах та блогах індустрії розваг. Джек Антонофф був номінований двічі.
| Рік  | Номіновано                   | Нагорода                   | Результат |
| ---- | ---------------------------- | -------------------------- | --------- |
| 2018 | «I Don't Wanna Live Forever» | Найкраща оригінальна пісня | Номінація |
| 2019 | «Strawberries & Cigarettes»  | Найкраща оригінальна пісня | Номінація |

| Рік  | Номіновано                   | Нагорода                   | Результат |
| ---- | ---------------------------- | -------------------------- | --------- |
| 2018 | «I Don't Wanna Live Forever» | Найкраща оригінальна пісня | Номінація |
| 2019 | «Strawberries & Cigarettes»  | Найкраща оригінальна пісня | Номінація |

## Особисте життя
Джек Антонофф зустрічався з однокласницею Скарлетт Йоханссон з 2001 по 2002 рік. Коли наприкінці 2012 року Антонофф вперше переїхав із сімейного дому, то він жив зі своєю сестрою Рейчел у Верхньому Вест-Сайді Нью-Йорка. Після цього він переїхав до Бруклін-Гайтс, щоб жити з Леною Данем, з якою він зустрічався на той час. Пара розлучилася в січні 2018 року. Станом на грудень 2019 року він проживає в квартирі Brooklyn Heights, яку він поділив із Данхемом, де знаходиться його домашня музична студія. Джек Антонофф заручений з акторкою Маргарет Куеллі.

У червні 2014 року Антонофф сказав, що «розпачливо» потребує дітей, пояснивши:
Це просто здається найвеселішою річчю у світі. Я ніколи не зустрічав людей, у яких є діти, які, дивлячись мені в очі, не казали: "Це найкраще, що траплялося в моєму житті"... Думаю, це біологічно. Мені 30. Я не такий вже й молодий, правда? Мені не 24 і не 22. Я вже не в тій фазі життя, коли я говорю про все, як про майбутнє. Ніби я в майбутньому.
Джек Антонофф публічно розповів про свою боротьбу з депресією, тривогою та обсесивно-компульсивним розладом. Він стверджує, що, почувши про боротьбу інших із депресією, він почувався «не краще, але не самотнім» і «менше боявся». Станом на червень 2014 року Джек Антонофф відвідував терапевта та психофармаколога, а також приймав ліки від тривоги. У нього гермофобія, яка посилилася через напад пневмонії, який він переніс у 2011 році під час запису студійного альбому для свого гурту Fun. Його пульмонолог призначив щоденну пробіжку, але він пояснив, що ненавидить це «найбільше всього», тому що це «одне з найнудніших подій на Землі».

Музика займає центральне місце в житті Антонова, і він пояснив це у червні 2014 року:
Мені потрібне хобі, і я не хочу, щоб це був, наприклад, баскетбол... Я хочу, щоб це була музика. Тому, щоб відволіктися від музики, я роблю іншу музику. Якщо я продюсую чиюсь пісню або пишу з кимось іншим, то виконання пісні Bleachers або Fun - це втеча, яка дозволяє мені залишатися творчим і зосередитися на тому, що я хочу робити. Якщо щось зводить мене з розуму, мені потрібно кудись піти, і я не хочу, щоб це була йога.

## Дискографія
| Гурт Outline - Outline (2000) - 6 Song Demo (2000) - A Boy Can Dream (2001) Steel Train - For You My Dear (2003) - Twilight Tales from the Prairies of the Sun (2005) - Trampoline (2007) - Steel Train Is Here (2009) - Steel Train (2010) | Гурт Fun - Aim and Ignite (2009) - Some Nights (2012) Bleachers - Strange Desire (2014) - Gone Now (2017) - Take the Sadness Out of Saturday Night (2021) Red Hearse - Red Hearse (2019) Саундтреки - One Chance (2013) - Fifty Shades Darker: Original Motion Picture Soundtrack (2017) - Love, Simon (2018) - Minions: The Rise of Gru (2022) | Як продюсер - The Chicks — Gaslighter (2020) - Clairo — Sling (2021) - Florence and the Machine — Dance Fever (2022) - Lana Del Rey — Norman Fucking Rockwell! (2019), Violet Bent Backwards over the Grass (2020), Chemtrails over the Country Club (2021), Did You Know That There's a Tunnel Under Ocean Blvd (2023) - Lorde — Melodrama (2017), Solar Power (2021) - Kevin Abstract — Arizona Baby (2019) - St. Vincent — Masseduction (2017), Daddy's Home (2021) - Taylor Swift — 1989 (2014), Reputation (2017), Lover (2019), Folklore (2020), Evermore (2020), Fearless (Taylor's Version) (2021), Red (Taylor's Version) (2021), Midnights (2022) - The 1975 — Being Funny in a Foreign Language (2022) |